# Juegos Deportivos Nacionales de Chile
Los Juegos Deportivos Nacionales es un torneo multidisciplinario interregional de Chile realizado cada dos años. Su primera edición se desarrolló en octubre de 2013 y a partir de la edición de 2015 también se disputan Paranacionales.
Su objetivo principal es "integrar a todas las regiones del país en una competencia deportiva de alto rendimiento como parte del proceso de preparación de los deportistas nacionales que representarán a Chile en eventos deportivos internacionales, promoviendo el fortalecimiento de la identidad regional mediante la descentralización del desarrollo y la práctica del deporte".
Estos juegos nacieron como antesala de los Juegos Suramericanos de 2014 que se realizaron también en Santiago de Chile. Participan deportistas de todas las regiones del país, quienes las representan.
Las ediciones posteriores a 2019 fueron suspendidas debido a la pandemia de COVID-19. Los juegos se retomaron en 2024.

## Ediciones y sedes
Cada dos años se realizan los Juegos Deportivos Nacionales de Chile y se realizan en una región diferente, aunque las dos primeras ediciones fueron en Santiago.
| Juegos Deportivos Nacionales de Chile | Juegos Deportivos Nacionales de Chile | Juegos Deportivos Nacionales de Chile | Juegos Deportivos Nacionales de Chile |
| Año                                   | Edición                               | Región sede                           | Primera en medallero                  |
| ------------------------------------- | ------------------------------------- | ------------------------------------- | ------------------------------------- |
| 2013                                  | I                                     | Región Metropolitana de Santiago      | Región Metropolitana de Santiago      |
| 2015                                  | II                                    | Región Metropolitana de Santiago      | Región Metropolitana de Santiago      |
| 2017                                  | III                                   | Región del Bío-Bío                    | Región Metropolitana de Santiago      |
| 2019                                  | IV                                    | Región Metropolitana de Santiago      | Región Metropolitana de Santiago      |
| 2024                                  | V                                     | Región de La Araucanía                | Región Metropolitana de Santiago      |

## Medallero
Actualizado a los Juegos Deportivos Nacionales de 2024
| Núm. | Región             | Oro | Plata | Bronce | Total |
| ---- | ------------------ | --- | ----- | ------ | ----- |
| 1    | Metropolitana      | 291 | 193   | 162    | 646   |
| 2    | Bío-Bío            | 134 | 113   | 148    | 395   |
| 3    | Araucanía          | 106 | 71    | 99     | 276   |
| 4    | Coquimbo           | 66  | 67    | 75     | 208   |
| 5    | Valparaíso         | 65  | 109   | 111    | 285   |
| 6    | Maule              | 47  | 54    | 65     | 166   |
| 7    | Los Lagos          | 47  | 40    | 59     | 146   |
| 8    | Tarapacá           | 38  | 46    | 76     | 160   |
| 9    | Magallanes         | 28  | 25    | 40     | 93    |
| 10   | Arica y Parinacota | 24  | 25    | 35     | 84    |
| 11   | O'Higgins          | 22  | 29    | 49     | 100   |
| 12   | Los Ríos           | 21  | 31    | 41     | 93    |
| 13   | Ñuble              | 16  | 26    | 19     | 61    |
| 14   | Antofagasta        | 16  | 19    | 37     | 72    |
| 15   | Atacama            | 13  | 14    | 23     | 50    |
| 16   | Aysén              | 12  | 11    | 22     | 45    |